# Tetropium parallelum
Tetropium parallelum är en skalbaggsart som beskrevs av Thomas Casey 1891. Tetropium parallelum ingår i släktet Tetropium och familjen långhorningar. Inga underarter finns listade i Catalogue of Life.